# JOVIAL
JOVIAL ist eine Programmiersprache, die vor allem von den Streitkräften der Vereinigten Staaten verwendet wird.

## Allgemeines
JOVIAL (Jules Own Version of the International Algorithmic Language) ist eine 1959 für den Einsatz in eingebetteten Systemen entwickelte Programmiersprache. Sie wurde von Jules Schwartz entwickelt und entspricht in ihrer Syntax im Wesentlichen ALGOL 58. Darauf weist auch der Namensteil International Algorithmic Language hin, welcher dem ursprünglichen Namen von ALGOL entspricht.

## Standards und Einsatzgebiete
Die Sprache wurde 1973 als United States Defense Standard (MIL-STD) 1589 standardisiert und 1984 als MIL-STD-1589C (inaktiv) überarbeitet. Der Grund für die Standardisierung ist die Verbreitung der Sprache zur Wartung und für den Betrieb von Flug- und Fahrzeugen des US-Militärs.
Der JOVIAL-Compiler der US Air Force erlaubt eine Kompilierung für die Architekturen Intel 80386 und höher, MIPS R4000, IBM AP 101, Zilog Z8002 und Motorola 68000.
Zu den militärischen Geräten, die mit einer in JOVIAL geschriebenen Software betrieben werden, gehören zum Beispiel die Cruise Missile AGM-129 ACM, die Langstreckenbomber Boeing B-52, Rockwell B-1B und Northrop B-2, sowie der Helikopter Sikorsky UH-60 Black Hawk.
Im Sommer 2008 gab die Northrop Corporation bekannt, die Software für den B-2-Bomber künftig in C zu entwickeln.